# Anthoine Hubert
Pour les articles homonymes, voir Hubert.
Pour l’article ayant un titre homophone, voir Antoine Hubert.
Anthoine Hubert, né le 22 septembre 1996 dans le 7e arrondissement de Lyon (Rhône) et mort le 31 août 2019 à Francorchamps (Belgique), est un pilote automobile français, membre de la Renault Sport Academy et sacré champion 2018 de GP3 Series.
Le 31 août 2019, lors de la neuvième épreuve du championnat de Formule 2 2019 disputée sur le circuit de Spa-Francorchamps, Anthoine Hubert est victime d'un accident mortel.

## Biographie

### 2004-2012: les débuts en karting
Anthoine Hubert découvre le karting très jeune, et gagne quelques championnats. Il commence la compétition en 2004, année de son premier podium (3ème à la coupe de France Minikart) ; il gagne l’année suivante, en 2005, à Magny-Cours, la coupe de France Minikart. Il termine deux fois vice-champion et trois fois troisième. En 2011 et 2012, il se classe troisième du championnat du monde des moins de 18 ans.

### 2013-2015: débuts et confirmation en monoplace
En parallèle à ses études en terminale scientifique, Anthoine Hubert fait ses débuts en monoplace en 2013, dans le championnat de France de Formule 4. Sans difficulté, il domine la saison et devient champion dès sa première année avec onze victoires.
L'année suivante, il passe en Eurocup Formula Renault 2.0 avec Tech 1 Racing. Son meilleur résultat est une sixième place, qu'il obtient à Spa-Francorchamps, puis à Jerez. Il se classe quinzième du championnat avec 15 points. Dans le même temps, il prend part à trois manches de Formula Renault 2.0 Alps, mais ne marque aucun point.
Son programme est le même en 2015, toujours chez Tech 1 Racing. Il remporte ses premières courses en monoplace en Eurocup Formula Renault 2.0 à Silverstone et au Mans. Son expérience lui permet de monter sept fois sur le podium et de se classer cinquième du championnat avec 172 points. Hubert court de nouveau six courses en Formula Renault 2.0 Alps et se montre performant. Depuis la pole position, il s'impose à Imola puis termine deuxième le lendemain. À Pau, il obtient les deux pole positions et les deux victoires, puis à Jerez, il gagne avec la pole et le meilleur tour en course, puis termine deuxième. Cependant, il n'est pas éligible aux points et n'est pas classé au championnat.

### 2016: une saison en Formule 3
En 2016, il participe au championnat d'Europe de Formule 3 avec Van Amersfoort Racing. Le Français marque ponctuellement quelques points dans la première moitié de saison, puis obtient sa première victoire sur le Norisring lors de la quatorzième course, après s'être élancé en pole. Il monte deux autres fois sur le podium (deuxième à Norisring, puis à Spa-Francorchamps) et se classe huitième du championnat.
En août, il prend part aux Masters de Formule 3 sur le circuit de Zandvoort et termine septième de la course. En novembre, il franchit la ligne d'arrivée treizième du Grand Prix de Macao.

### 2017-2018: titre en GP3 Series

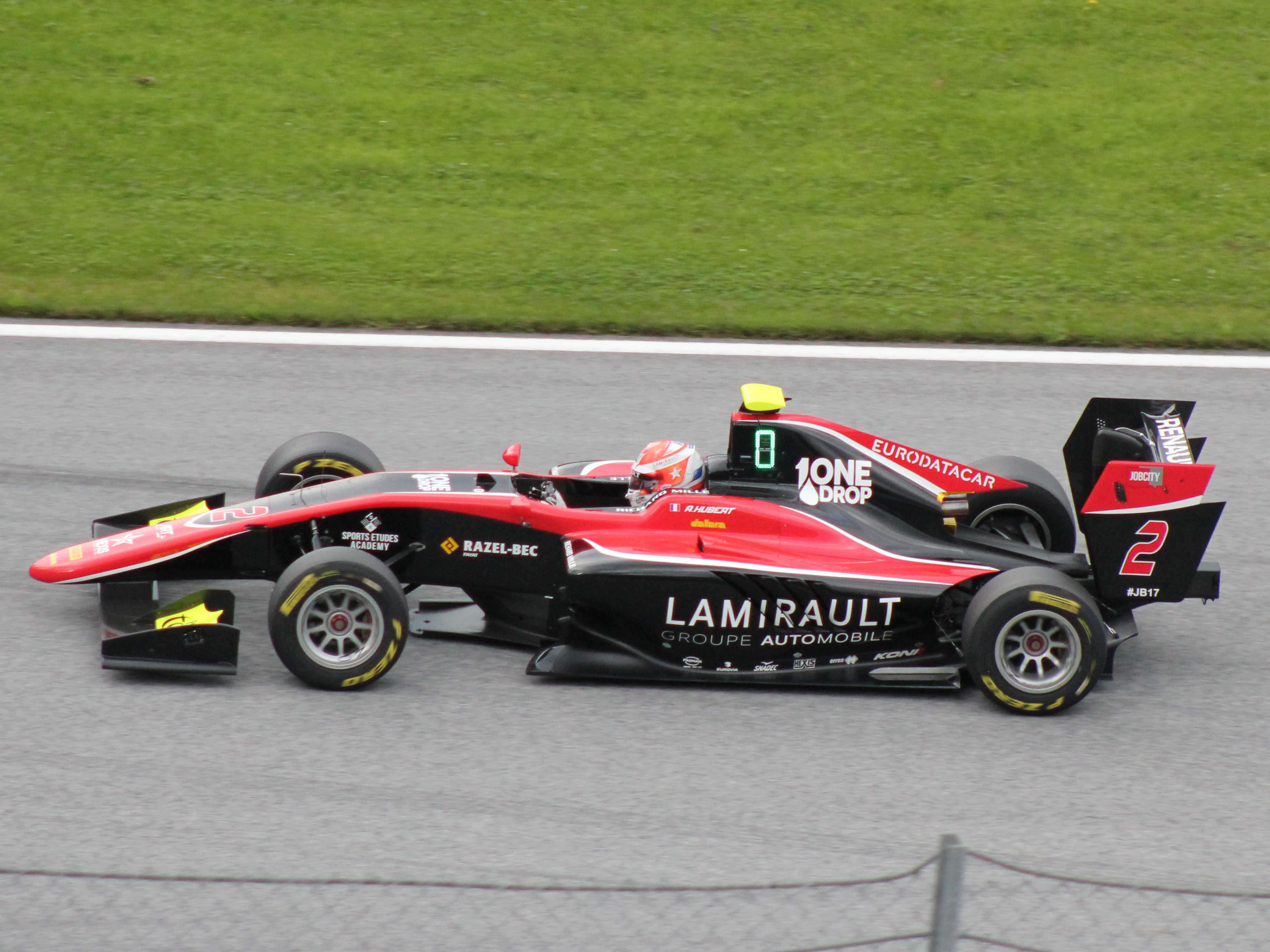
Anthoine Hubert en 2018 lors de la course de GP3 Series sur le Red Bull Ring.

En février 2017, Anthoine Hubert passe à l'échelon supérieur et devient le quatrième pilote d'ART Grand Prix en GP3 Series. Il réalise une première moitié de saison régulière en ne terminant qu'une seule fois hors des points, à Spa-Francorchamps. Avec un total de quatre podiums et de cinq meilleurs tours en course, il se classe quatrième du championnat, complétant le quadruplé ART Grand Prix.
Il poursuit avec ART Grand Prix pour la saison 2018 et devient pilote affilié Renault Sport. À l'issue du premier meeting à Barcelone, Anthoine Hubert mène déjà au championnat grâce à deux deuxièmes places. Il obtient sa première victoire dans la catégorie au Castellet à la suite de la disqualification de Dorian Boccolacci, puis une deuxième victoire à Silverstone après s'être élancé depuis la pole position. À Budapest, il obtient deux nouveaux podiums en terminant troisième à deux reprises. À l'issue du dernier meeting de la saison à Abou Dabi, Anthoine Hubert est sacré champion de GP3 Series.

### 2019: la Formule 2

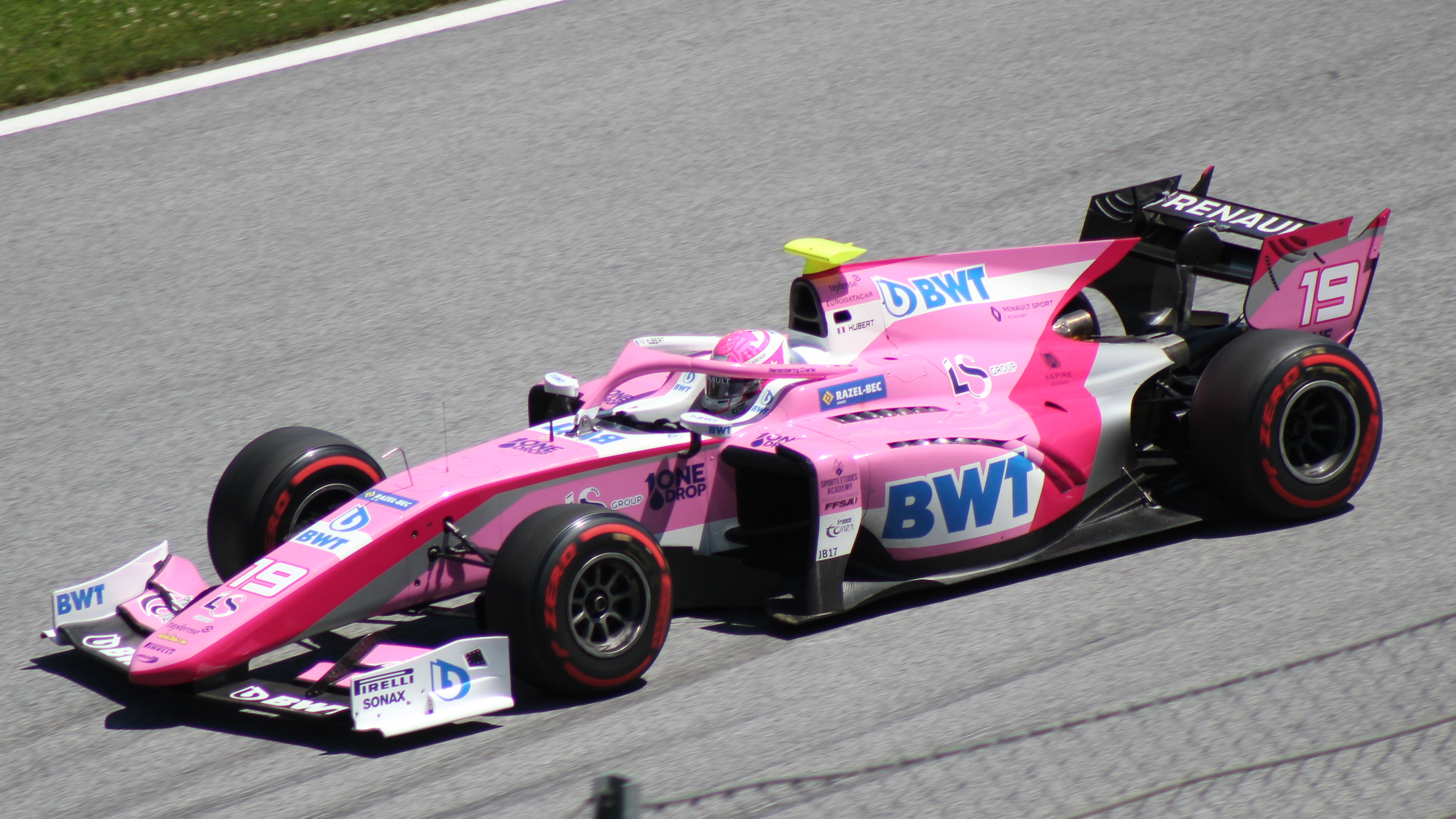
Anthoine Hubert en 2019 lors de la course de Formule 2 sur le Red Bull Ring.

En janvier 2019, il s'engage avec Arden International pour disputer la saison 2019 du championnat de Formule 2. Par la même occasion, il intègre officiellement la Renault Sport Academy. Son écurie se révèle l'une des plus lentes lors des essais de pré-saison. Cependant, à la première course de la saison à Sakhir, partant onzième, il effectue une remontée jusqu'à la quatrième place, lui permettant d'être le meilleur débutant. Lors de la course sprint de Monaco, Hubert s'élance en pole position grâce au système de grille inversée et remporte sa première course en Formule 2 ; il récidive au Castellet en remportant à nouveau la course sprint.

### Décès
Le 31 août 2019, Anthoine Hubert est impliqué dans un accident lors de la course longue de Formule 2, sur le circuit de Spa-Francorchamps, en Belgique. À l'entame du deuxième tour, sa monoplace de l'écurie Arden sort violemment de la piste à la sortie du Raidillon de l'Eau Rouge à la suite d'un accrochage avec la voiture de Ralph Boschung qui a ralenti pour éviter la monoplace de Giuliano Alesi, parti en tête à queue devant lui. Après avoir tapé les murs de pneus, la voiture d'Hubert a rebondi dans la zone de dégagement asphaltée et est alors percutée à pleine vitesse par celle de l'Américain Juan Manuel Correa. Sous la violence du choc, la monoplace d'Anthoine Hubert se désintègre et est coupée en deux au niveau même du baquet. Anthoine Hubert décède une heure et demi après l'accident,,.

### Obsèques
Les obsèques d'Anthoine Hubert ont été célébrées en la cathédrale de Chartres le mardi 10 septembre 2019.
De nombreuses personnalités du monde automobile sont venues lui rendre un dernier hommage : Pierre Gasly, Alexander Albon, Charles Leclerc, Loïc Duval, Paul-Loup Chatin, Jérôme Stoll, Olivier Panis, Alain Prost, Jean Alesi, Giuliano Alesi, Jean Todt, Chase Carey, Esteban Ocon, George Russell, Louis Delétraz et Mick Schumacher,.

## Hommage et postérité
À la demande de l'ensemble des pilotes, lors de la course suivante, à Monza, le samedi 7 septembre 2019, La Marseillaise a été jouée à l'issue de la cérémonie du podium, en hommage à Anthoine Hubert, en présence de Jean Todt, président de la Fédération internationale de l'automobile.
Le 9 décembre de la même année, la Fédération française du sport automobile le récompense en lui remettant à titre posthume un Volant d'Or après qu'un hommage lui a été rendu. Le 11 décembre, la FIA décide de récompenser le meilleur rookie de Formule 2 avec le Prix Anthoine Hubert. Il est attribué en 2019 au pilote chinois Zhou Guanyu, lui aussi pensionnaire de la Renault Sport Academy. Son numéro, le 19, est retiré du championnat de Formule 2 par la FIA.
| Année | Pilote            | Classement |
| ----- | ----------------- | ---------- |
| 2019  | Zhou Guanyu       | 7e         |
| 2020  | Yuki Tsunoda      | 3e         |
| 2021  | Oscar Piastri     | Champion   |
| 2022  | Logan Sargeant    | 4e         |
| 2023  | Victor Martins    | 5e         |
| 2024  | Gabriel Bortoleto | Champion   |

En 2020, en son hommage, le circuit international de karting d'Angerville est baptisé « Circuit International Anthoine Hubert ». Il était licencié au club "ASK Angerville" depuis son plus jeune âge.

## Résultats en monoplaces
| Saison | Championnat                       | Écurie                | Courses | Victoires | Pole positions | Meilleurs tours | Podiums | Points | Classement |
| ------ | --------------------------------- | --------------------- | ------- | --------- | -------------- | --------------- | ------- | ------ | ---------- |
| 2013   | Championnat de France F4          | Autosport Academy     | 21      | 11        | 10             | 8               | 13      | 365    | Champion   |
| 2014   | Eurocup Formula Renault 2.0       | Tech 1 Racing         | 14      | 0         | 0              | 0               | 0       | 30     | 15e        |
| 2014   | Formula Renault 2.0 Alps          | Tech 1 Racing         | 6       | 0         | 0              | 0               | 0       | 0      | n.c.       |
| 2015   | Eurocup Formula Renault 2.0       | Tech 1 Racing         | 17      | 2         | 2              | 2               | 7       | 172    | 5e         |
| 2015   | Formula Renault 2.0 Alps          | Tech 1 Racing         | 6       | 4         | 4              | 3               | 6       | 0      | n.c.       |
| 2016   | Championnat d'Europe de Formule 3 | Van Amersfoort Racing | 30      | 1         | 1              | 1               | 3       | 160    | 8e         |
| 2017   | GP3 Series                        | ART Grand Prix        | 15      | 0         | 0              | 5               | 4       | 127    | 4e         |
| 2018   | GP3 Series                        | ART Grand Prix        | 18      | 2         | 2              | 4               | 11      | 214    | Champion   |
| 2019   | Formule 2                         | BWT Arden             | 16      | 2         | 0              | 0               | 2       | 77     | 10e        |